# 井野長割遺跡
座標: 北緯35度35分43秒 東経140度09分28秒 / 北緯35.59528度 東経140.15778度

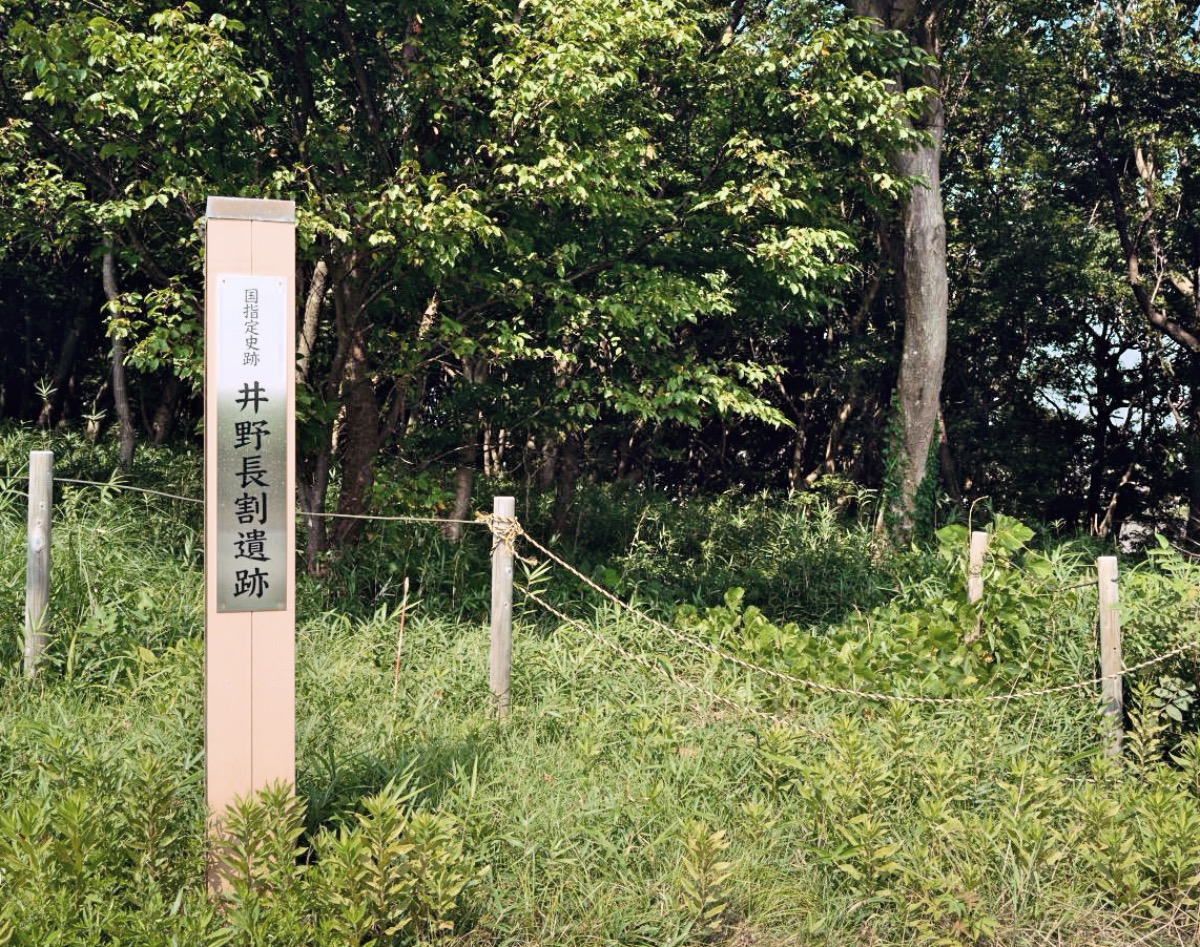
井野長割遺跡

井野長割遺跡（いのながわりいせき）は、千葉県佐倉市ユーカリが丘にある縄文時代後期 - 晩期の遺跡。国の史跡に指定されている（2005年3月2日指定）。

## 概要
井野長割遺跡は、印旛沼に注ぐ手繰川の南岸域、標高27メートルの台地上に位置する、縄文時代に築かれた盛土遺構（マウンド、土砂を人工的に積み上げて造成した小山）を特色とする遺跡である。1969年、井野小学校建設工事に際して縄文土器が多数出土したため、慶應義塾大学と佐倉市史編纂委員会による緊急調査が実施され、当地が縄文後期から晩期の遺跡であることが判明した。1970年、あらためて慶應義塾大学による調査が実施された。以後、2003年まで8次にわたる調査が行われ、遺跡の規模や性格が徐々に明らかにされた。
当遺跡を特色づけるのは、中央の窪地をめぐって周囲に盛土を環状に配置した、環状盛土遺構と呼ばれる遺構である。盛土遺構自体は青森県の三内丸山遺跡など他の縄文遺跡にも存在するが、井野長割遺跡のように盛土遺構が良好に遺存している例は希少である。また、盛土があたかも古墳のように独立して存在する点も例をみない。遺跡の西半分は小学校建設工事の際に削平されて原形を失っているが、環状盛土で囲まれた遺跡全体は楕円形を呈し、その長径は約160メートル、中央の窪地の径が約80メートルである。

## 盛土遺構
盛土は現存するものは5基だが、失われたものを含めると少なくとも7基、多く見て9基が存在した。遺跡東半部には、楕円形の外郭を形成するマウンド1、マウンド2と、その内側に独立して存在するマウンド3、マウンド4がある。遺跡西半部にあったマウンドは、小学校建設工事の関係で原形をとどめていないが、小学校敷地内の「自然観察園」にかろうじて1基が残り、マウンド5とされている。このうち規模最大のものは遺跡南端に位置するマウンド1で、長さ60メートル、幅30メートル、高さ1.5メートルを測る。
1973年に実施されたマウンド5の調査において、盛土の下層から縄文後期の住居跡3軒が検出された。マウンドを形成する主要な土層はローム質黄褐色土であり、これが縄文後期の住居跡を覆っていることから、マウンドの形成は縄文後期ないしそれ以降であることがわかる。
環状盛土の東側では、縄文後期から晩期の土器片を大量に含む土によって、谷が埋め立てられており、縄文人による大規模な土木工事の行われたことがわかる。

## 遺構・遺物
土器は、盛土周辺からは縄文後期中葉から晩期前葉のものが大量に出土するが、中央窪地からの土器出土は少なく、出土するものは晩期の土器である。住居跡は、盛土の下層や盛土の外側からは検出されるが、中央窪地には見出されない。以上のことから、中央の窪地は広場のような役割を果たし、その周囲にムラが形成されていたものとみられる。
2002年の第5次調査では、小学校校地内の調査区から、貝塚が検出された。貝種は大部分がヤマトシジミであり、他にイノシシ、シカなどの動物骨、エイ、クロダイ、ボラなどの魚骨や、ウロコを除去するための貝刃も出土した。
2003年の第8次調査では、小学校校地内に調査区を設定した。その結果、表土下20センチまでは学校建設の影響で破壊されていたが、その下層には縄文時代の遺構が良好に残ることが判明した。この調査の結果、遺跡の北西から南東に向けて、遺構の存在しない帯状の空白地帯が存在することがわかった。これは縄文時代の「道」の跡とみられる。道を境に南側には多数の土壙があり、北側には柱穴とみられるピット群があった。土壙は墓壙または貯蔵穴とみられ、北側のピット群は住居跡とみられる。このことから、道をはさんで住居群と墓群が配置されるという、当時のムラの構造が垣間見えた。2001年の第4次調査では、遺跡南端から南側の谷へ通じる溝の跡が検出されており、これも道の跡とみられる。南側の道の傍らには土壙群がみられ、埋甕もあった。